# Російська мова в Білорусі
Російська мова в Білорусі нині є однією із двох державних мов. З 1990 по 1995 рр. мала статус мови міжнародного спілкування. Російська мова швидко витісняє білоруську завдяки проведенню в минулому жорсткої русифікації усіх сфер суспільного життя.

## Історія
Літературна форма білоруської мови повністю розвинулася до початку XX століття, у гострій конкуренції з російською, польською, і під їх сильним впливом головним чином на базі публікацій білоруських письменників і кореспондентів газети «Наша Нива» (біл. «Наша Ніва»«Наша Ніва»).

### Після більшовицької революції 1917р. до 1930р.
Після революції, на виконання політики партії щодо національних республік, почала проводитися перша білорусізація (в даному випадку — впровадження в державне і громадське життя мови). Слід зауважити, що білоруськомовною було переважно сільське населення, в той час як в містах вживалися українська та російська. Білорусизація в 1920-1930-ті роки проводилася, в основному, командно-адміністративними методами. У той же час, відомо про низку ініціатив за розширення сфери застосування білоруської мови і розвиток білоруської культури на місцях.

### 1930—1940 роки
У 30-ті роки процес білорусизації був згорнутий, в роки масових репресій (1937—1938 рр.) безліч білоруських учених та інтелігенції було репресовано за звинуваченнями у шпигунській діяльності та підготовці створення незалежної білоруської держави. У дію вступила радянська антинаукова лінгвістична теорія про з'єднання мов союзних республік на базі російської мови в одну «радянську мову». Противники такого підходу піддавалися обструкції або репресіям за звинуваченнями у «фашистському білоруському націоналізмі».
З початком війни німецька окупаційна адміністрація запровадила як офіційні мови німецьку, польську і білоруську мови. Українська мова була витіснена з офіційної сфери.

### 1950—1990
З відновленням радянської влади на території Білорусі російська мова повертається в офіційну сферу на всій території Білорусі.
У повоєнні роки почалося подальше витіснення білоруської мови з друку. Державні видавництва БРСР віддавали пріоритет російськомовним виданням в протилежність білоруськомовного друку. Зокрема, до 70-80 років XX століття білоруське видавництво «Художня література» друкувало тиражами 100—300 тис. примірників популярну пригодницьку та художню літературу російською мовою («Три мушкетери» Дюма і т. ін.).

Переклади класичної європейської літератури на білоруську мову виконувалися рідко.
Керівництво БРСР (зокрема, П. М. Машеров) розмовляли тільки російською мовою. Безліч військових і промислових фахівців зі всього СРСР, призваних на військову службу та на роботу в промисловості БРСР також були російськомовними, що також сприяло розширенню вживання російської мови в Білорусі.

### 1990—1995
26 січня 1990 року Верховна Рада Білоруської РСР оголосила білоруську мову єдиною державною, російська мова отримала статус «мови міжнаціонального спілкування». Також в 1990 році була прийнята «Державна програма розвитку білоруської мови та інших національних мов у Білоруській РСР», що фактично передбачала витіснення російської мови з усіх сфер функціонування білоруського суспільства до 2000 року
Розпочата після цього білорусизація викликала деяку напругу в суспільстві. Почалося масове переведення навчальних закладів на білоруську мову навчання. До середини 1994 року у республіці залишилося 4,9 % російських шкіл, 30,5 % становили школи, в яких навчання велося двома мовами, і 64,6 % шкіл були білоруськими. Ряд партій (ССБР, ДДП) висловилися за державний статус російської мови. Тоді, завдяки парламентській опозиції партії БНФ і позиції голови Верховної Ради С. Шушкевича вдалося уникнути винесення на референдум питання про одну або дві державні мови у Білорусі.

## Положення після 1995 року
За позбавлення російської мови статусу державного виступає партія БНФ.

### Поширення
|  |  |  |

|  |  |  |

Згідно перепису населення 1999 року, російську мову вважають рідною 24,1 % громадян Білорусі, а згідно перепису 2009 року вже 41,5 % громадян (при цьому білоруську мову назвали рідною 53,2 % громадян Білорусі). При цьому його вважають рідною:
- 90,7 % росіян (у 2009 — 96,3 %),
- 42,8 % українців (2009 — 61,2 %),
- 16,2 % поляків (у 2009 — 33,9 %),
- 14,3 % білорусів (у 2009 — 37,0 %).

Перепис надав можливість розмежувати поняття «рідна мова» і «мова, на якій людина розмовляє вдома». Згідно з її даними, російською мовою вдома розмовляють 62,8 % населення (за переписом 2009 — 70,2 %). При цьому вдома російською мовою розмовляють:
- 95,7 % росіян (у 2009 — 96,5 %),
- 83,6 % українців (2009 — 88,4 %),
- 58,6 % білорусів (у 2009 — 69,8 %),
- 37,7 % поляків (у 2009 — 50,9 %).

У містах, згідно з результатами перепису 2009, внаслідок тривалої русифікації російською мовою розмовляють 81,9 % населення, у сільській місцевості — 36,1 % (при цьому вважають рідною в містах 49,8 %, у сільській місцевості 17,7 %). Однак, зазначається, що реальна картина поширення російської мови інша, так як багато людей використовують трасянку, яку називали при перепису білоруською мовою. Крім того, велике число людей, які реально використовують російську мову під час перепису назвали білоруську з почуття національного патріотизму, тим більше, що багато діячів культури закликали відповідати на питання про рідну і домашню мову «білоруська».
Згідно загальнонаціонального опитування 2009 року, для більшої частини населення Білорусі (72 %) основною мовою, що використовується у повсякденному житті, є російська. Відповідаючи на питання «яка мова вам ближча, незалежно від ступеня володіння нею?», 69,5 % респондентів назвали російську.

### Білоруський акцент
Під поняттям «білоруський акцент» об'єднані основні інтерферентні явища, характерні для російської мови білорусів (меншою мірою російського населення Білорусі). До них належать:
- фонетичні: фрикативне [γ] (уара), заміна звуку [р] звуком [х] в кінці слів (пирох, смох); менша редукція ненаголошених голосних (допомагати замість пъмŒгать, јапонец замість јипонец (якання)); тверді [ч] [чытать], вживання [шч] замість [щ] (шчука); дзекання (дзядзька); неправильні наголоси (чатырнаццать). У меншій мірі зустрічаються подвійні м'які приголосні (варенні, голосованне); твердий [р] замість м'якого (рысовать); губногубной [ў] замість [о] і [л] (быў, траўка); тверді губні на кінці слів (сім, степ)[14],[15],[16].

- морфологічні: до них, згідно з дослідженням Р. Ф. Вешторта, належать неправильний вибір роду іменників (собака з'їв; кривавий мозоль); неправильне вживання числа іменників (ми збирали малини; слова виділені червоним чорнилу); помилкові флексії при відмінюванні (без погонів; ми з папом; по вікні; на зелених); форми без -т#- ть# в 3-й особі дієслів в теперішньому часі (дыхае, рисуе; береть, глядять); використання скороченого варіанту суфікса недоконаного виду (подкрадваться, выкрайвать)[17].

- лексичні: вживання білоруських слів: завея (рос. завірюха), бульба (рос. картопля), цибуля (рос. цибуля), шильди (рекламний щит або вивіска)[18]., шуфлядка (рос. висувний ящик).

### Освіта і наука
Російською мовою видається велика частина навчально-методичної літератури та наукової літератури з технічним напрямами.  На XI Всесвітньому конгресі русистів, організованому Міжнародною асоціацією викладачів російської мови і літератури у вересні 2007 року, брали участь 26 учених з провідних вишів Білорусі.
В 2006—2007 навчальному році в російськомовних школах і класах навчалося близько 80 % учнів шкіл. У 2006 році в російськомовних школах на російську мову були переведені предмети «Історія Білорусі» і «Географія Білорусі», раніше викладені в них на білоруській мові. У 2008/2009 навчальному році 84 % студентів вузів і понад 90 % — ВНЗ навчалися російською. Одним з предметів, з яких проводиться тестування для вступу до ВНЗ на нефілологічні спеціальності, є на вибір російська чи білоруська мови.
У білоруській науці переважає російська мова. До кінця 1990-х років серед працівників науки білоруською мовою користувалися при спілкуванні 13 %, обома мовами — 33 %, решта 54 % користувалися тільки російською мовою.

### Культура
З 18 театрів Білорусі російськомовними є 14. Російська мова також переважає в білоруських ЗМІ (особливо на телебаченні), книговиданні, діловодстві, роботі органів державної влади, богослужбовій практиці православної церкви та протестантських організацій. Католицька ж церква використовує в основному польську і білоруську мови.
Орієнтовно, за підсумками 2011—2014 питома вага книг, виданих російською мовою, становить до 89 % загального кількість виданих (для порівняння: частка книг, виданих білоруською мовою, становить до 10-11 %).
Велика кількість письменників і поетів Білорусі писали і пишуть російською мовою (Анатолій Аврутин, В'ячеслав Бондаренко, Веніамін Блаженний, Олег Бородач, Ст. Голков, Валерій Гришковець, Олег Зайцев, А. Карелін, Олександр Раткевич, Едуард Скобелєв, Дмитро Строцев, Е. Таганов, А. Щуцький і більше сотні інших). У 2003 році вийшла антологія російської поезії Білорусі, яка включила твори 222 поетів. У 2010 році вийшла літературна Антологія «Білоруський літературний союз „Полоцька гілку“: 1994—2009 роки», в якій містяться біографії, бібліографії і творчість 104 переважно російськомовних поетів, прозаїків, літературних критиків і перекладачів. Проводяться фестивалі російської поезії, інші заходи.

### Конкуренція з білоруською мовою
Після додання російській мові статусу державної, вона стала витісняти білоруську мову з усіх сфер суспільного життя в Білорусі, від освіти та ЗМІ до використання в офіційному документообігу. Російською мовою видається значний масив (прийнятною за роздрібною вартістю) художньої, наукової, технічної і популярної літератури, що робить його більш сильним конкурентом по відношенню до білоруської мови — художня та наукова література, що видаються тиражем 300—1200 мм екз., що робить її дорожче і менш доступною). Частка книг, виданих білоруською мовою за підсумками 2011—2014 років становить до 10-11 % від загального числа виданих.
В результаті білоруська мова за класифікацією ЮНЕСКО є «вразливою мовою». Багато громадських діячів та політиків говорять про жахливі наслідки русифікації.